# Frédille
Frédille ist eine französische Gemeinde mit 76 Einwohnern (Stand: 1. Januar 2022) im Département Indre in der Region Centre-Val de Loire. Sie gehört zum Kanton Valençay im Arrondissement Châteauroux. Die Einwohner werden Frédillois genannt.

## Geographie
Die Gemeinde Frédille liegt am oberen Nahon, etwa 26 Kilometer nordwestlich von Châteauroux. Sie grenzt im Nordwesten und Norden an Selles-sur-Nahon, im Nordosten an Gehée, im Osten an Levroux, im Südosten an Saint-Pierre-de-Lamps, im Süden an Sougé sowie im Südwesten und Westen an Pellevoisin. 

## Bevölkerungsentwicklung
| Jahr                       | 1962 | 1968 | 1975 | 1982 | 1990 | 1999 | 2006 | 2013 | 2020 |
| Einwohner                  | 117  | 121  | 84   | 81   | 77   | 74   | 65   | 72   | 73   |
| Quellen: Cassini und INSEE |      |      |      |      |      |      |      |      |      |

## Sehenswürdigkeiten
- Zisterzienserkloster Notre-Dame in Landais, 1115 gegründet, 1791 aufgelöst, seit 1991/2004 Monument historique
- Wassermühle von Landais
- Erinnerungsstele an die Widerstandskämpfer des Maquis

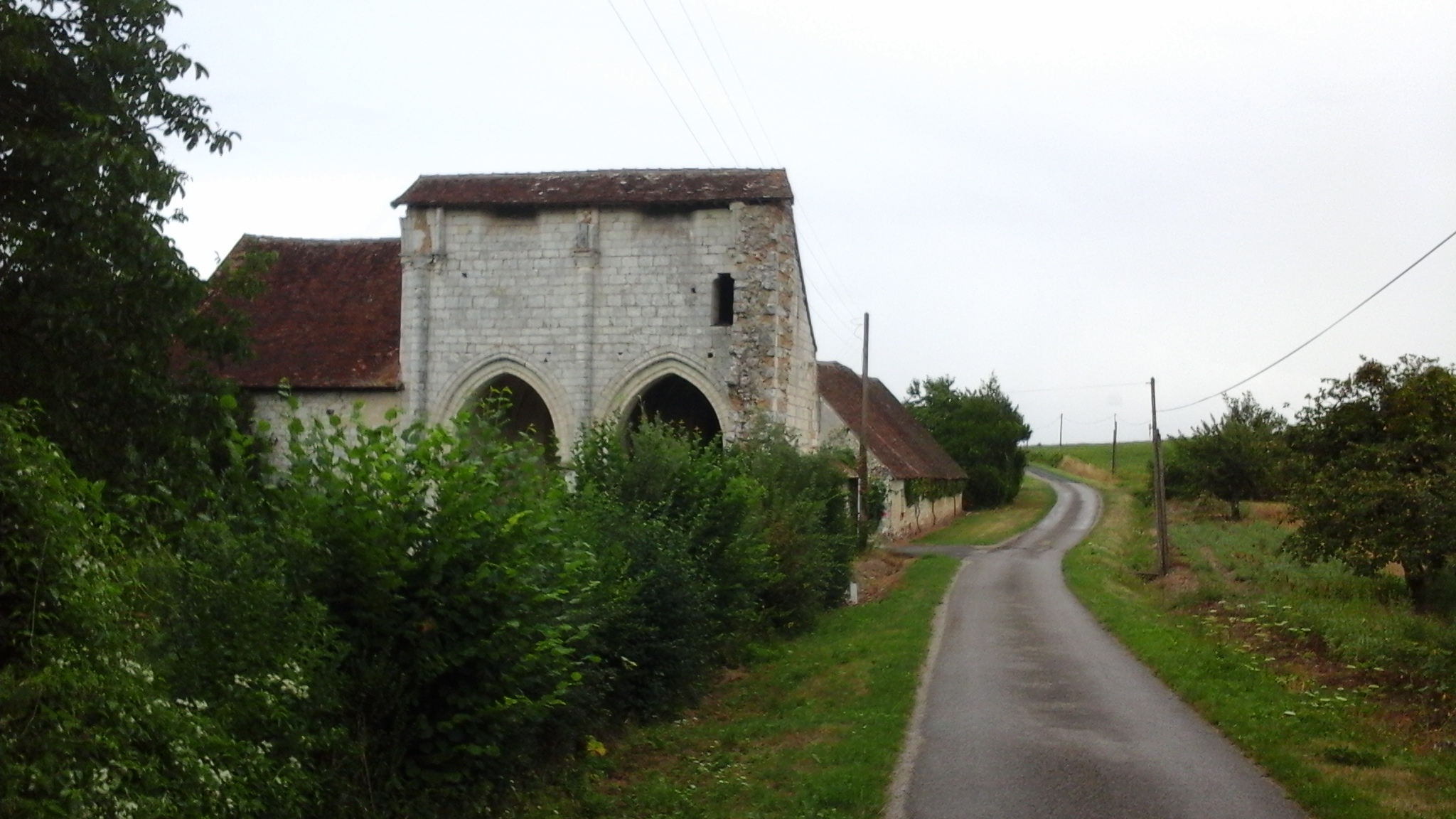
Kloster Notre-Dame
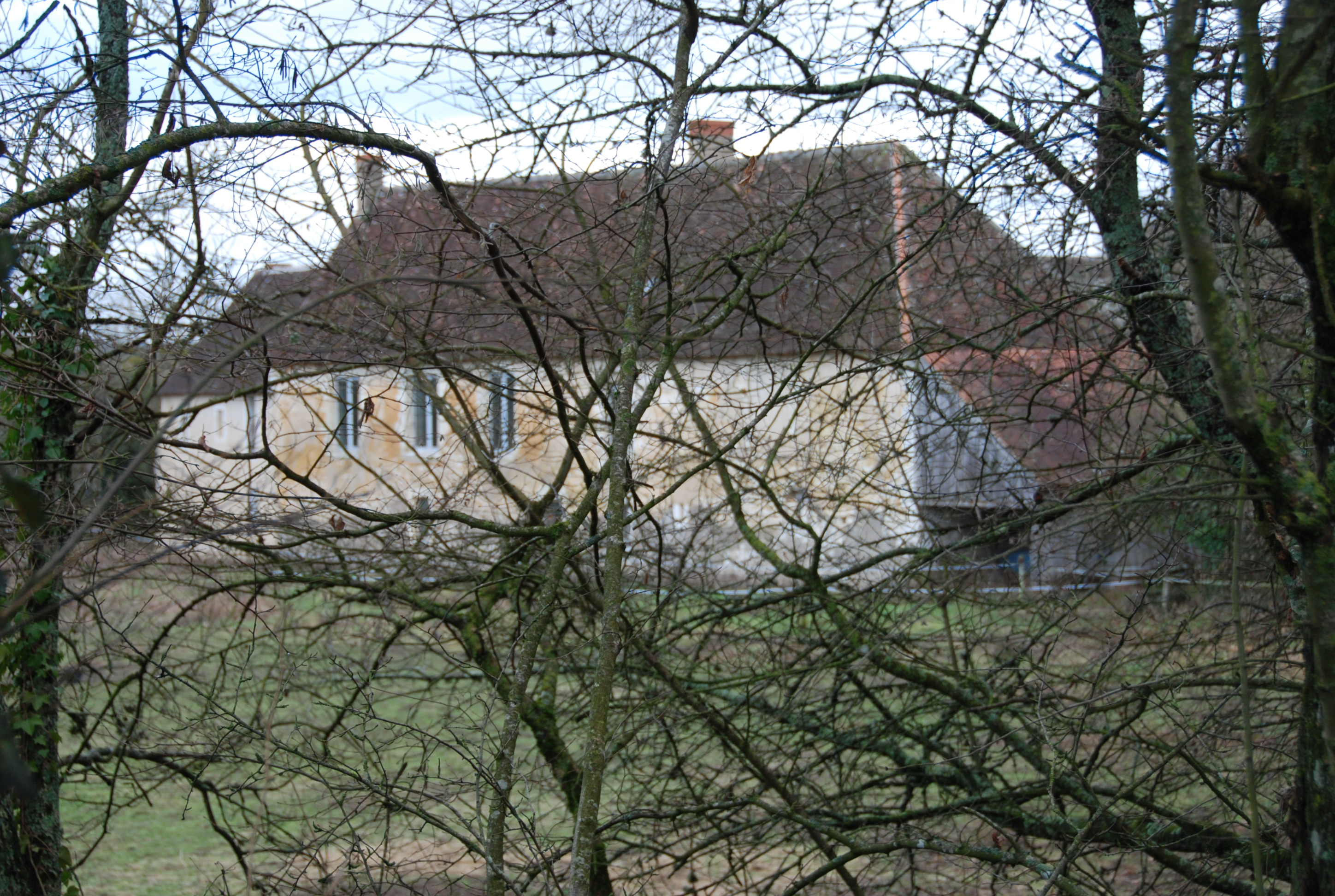
Wassermühle